# Renaldo Balkman
Renaldo Balkman (* 14. Juli 1984 in Staten Island, New York City, New York) ist ein puerto-ricanisch-US-amerikanischer Basketballspieler.
Bei einer Größe von 2,03 Metern kommt er auf beiden Forward-Positionen zum Einsatz.

## Karriere
Balkman war er von 2003 bis 2006 für die University of South Carolina aktiv, wo er durchschnittlich 9,6 Punkte, 6,3 Rebounds, 1,9 Assists, 1,7 Steals und 1,3 Blocks pro Spiel markierte.
Im NBA-Draft 2006 wurde er an 20. Stelle von den New York Knicks gedraftet. Bei den Knicks wurde er anfangs ausgepfiffen, die Antipathie legte sich aber, als er in seiner neunten Partie für 18 Punkte und sieben Rebounds stehende Ovationen bekam. Am 29. Juli 2008 wurde er von den Knicks für Taurean Green zu den Denver Nuggets getradet, 2011 kehrte er jedoch zu den Knicks zurück. Nach mehreren Kurzzeitengagements wurde er am 30. September 2013 von den Dallas Mavericks unter Vertrag genommen, jedoch vor Saisonbeginn wieder entlassen.
Balkman ist außerdem Mitglied der puerto-ricanischen Nationalmannschaft, mit der er unter anderem an der Weltmeisterschaft 2010 und der Amerikameisterschaft 2011 teilnahm.

## Bestleistungen
- Punkte: 18 gegen Washington (15. November 2006)
- Rebounds: 16 gegen Philadelphia (4. April 2007)
- Assists: 4 gegen Boston (18. November 2006)
- Steals: 4×
- Blocks: 3×
- Gespielte Minuten: 38 gegen Atlanta (3. März 2007)